# Liste der Biografien/Pog
Liste der Biografien |
Portal Biografien |
Personensuche
# |
A |
B |
C |
D |
E |
F |
G |
H |
I |
J |
K |
L |
M |
N |
O |
P |
Q |
R |
S |
T |
U |
V |
W |
X |
Y |
Z |
?
 
Pa |
Pc |
Pe |
Pf |
Ph |
Pi |
Pj |
Pk |
Pl |
Pm |
Pn |
Po |
Pr |
Ps |
Pt |
Pu |
Pv |
Pw |
Py
 
Poa |
Pob |
Poc |
Pod |
Poe |
Pof |
Pog |
Poh |
Poi |
Poj |
Pok |
Pol |
Pom |
Pon |
Poo |
Pop |
Por |
Pos |
Pot |
Pou |
Pov |
Pow |
Pox |
Poy |
Poz
Die Liste der Biografien führt alle Personen auf, die in der deutschsprachigen Wikipedia einen Artikel haben. Dieses ist eine Teilliste mit 154 Einträgen von Personen, deren Namen mit den Buchstaben „Pog“ beginnt.

## Pog

### Poga
- Poga, Andris (* 1980), lettischer Dirigent
- Pogačar, Janez Zlatoust (1811–1884), slowenischer Geistlicher und römisch-katholischer Fürstbischof von Laibach
- Pogačar, Tadej (* 1998), slowenischer RadrennfahrerTadej Pogačar (* 1998)

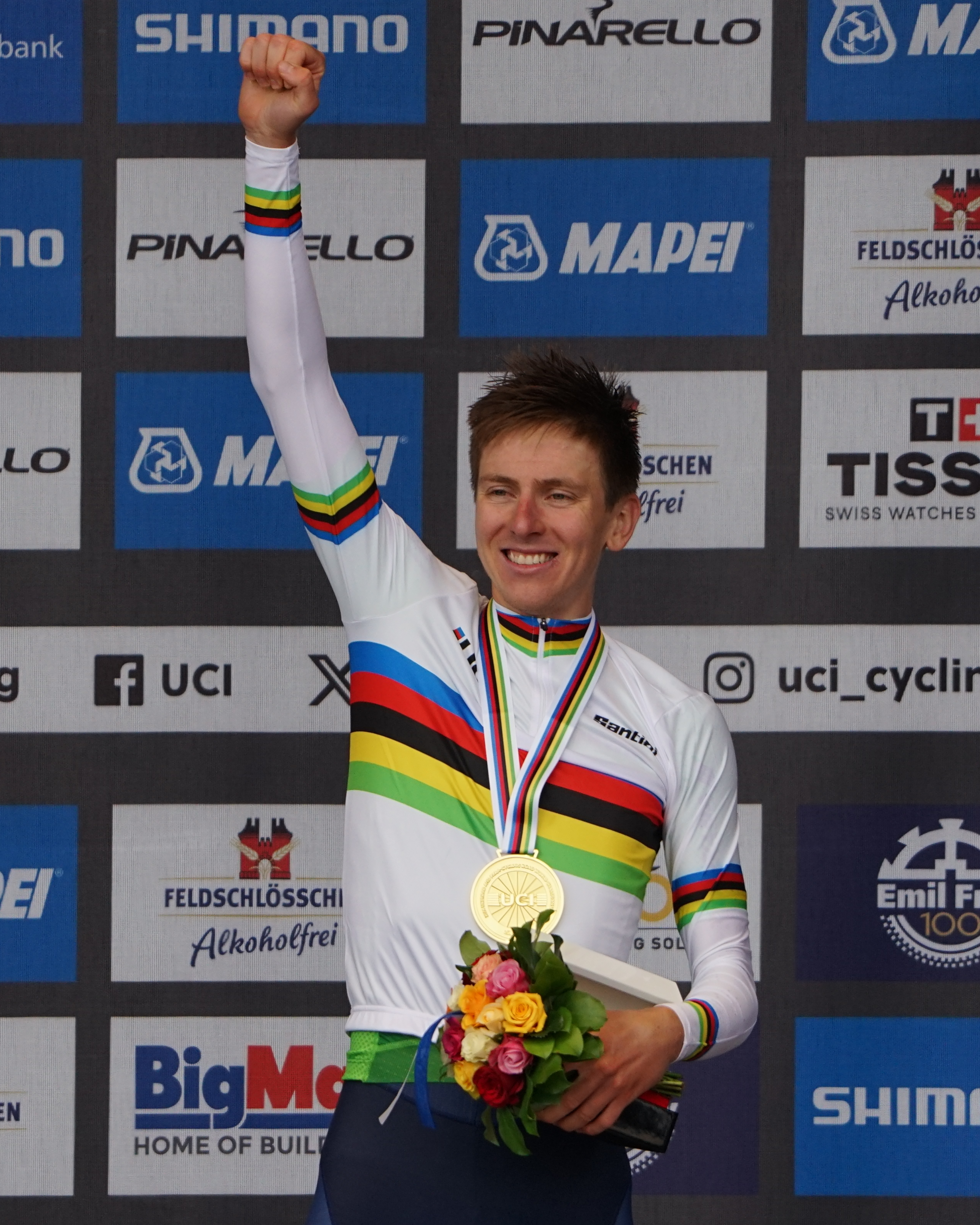
Tadej Pogačar (* 1998)

- Pogăcean, Mihaela (* 1958), rumänische Hürdenläuferin
- Pogačnik, Jožef (1866–1932), slowenischer Landwirt und Politiker
- Pogačnik, Jožef (1902–1980), slowenischer römisch-katholischer Geistlicher, Erzbischof von Ljubljana
- Pogačnik, Marko (* 1944), slowenischer Bildhauer, Land-Art-Künstler, Geomant und Autor
- Poganaz, Heike (* 1967), deutsche Basketballspielerin
- Poganaz, Horst (* 1938), deutscher Fußballspieler
- Pogany, Anna (* 1994), deutsche Volleyballspielerin
- Pogany, Cristiano (1947–1999), italienischer Kameramann
- Pogány, Gábor (1915–1999), ungarischer Kameramann
- Pogarell, Preczlaw von (1299–1376), Fürstbischof von Breslau
- Pogarell, Reiner (1951–2022), deutscher Linguist
- Pogatetz, Emanuel (* 1983), österreichischer Fußballspieler und -trainer
- Pogats, Christian (1967–2010), österreichischer Schauspieler und Sänger
- Pogatschar, Helga (* 1966), deutsche Komponistin
- Pogatscher, Alois (1852–1935), österreichischer Anglist
- Pogatschnig, Georg Sigismund, Stadtarzt in Laibach, Mitglied der Leopoldina
- Pogatschnig, Valentin (1840–1917), österreichischer Jurist und Volkskundler
- Pogatschnigg, Guido von (1867–1937), Rumäniendeutscher Komponist, Kirchenmusiker und Musikpädagoge

### Pogb
- Pogba, Florentin (* 1990), guineischer Fußballspieler
- Pogba, Mathias (* 1990), guineischer Fußballspieler
- Pogba, Paul (* 1993), französischer FußballspielerPaul Pogba (* 1993)

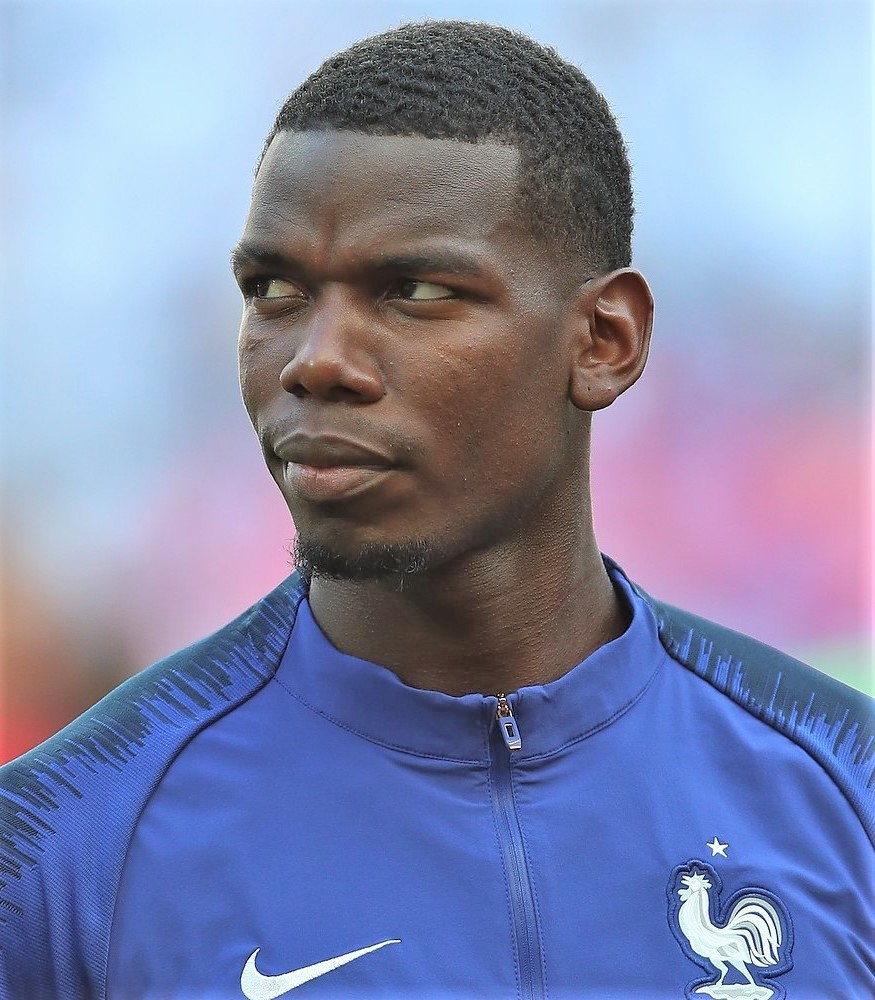
Paul Pogba (* 1993)

### Poge
- Pöge, Alfredo (1940–2013), deutscher Medizinchemiker und Sporthistoriker
- Pöge, Hermann (1840–1894), deutscher Unternehmer
- Pöge, Thomas (* 1979), deutscher Bobsportler
- Pöge, Willy (1869–1914), deutscher Unternehmer sowie Pferde-, Rad- und Motorsportler
- Pögel, Innocentia (1824–1907), deutsche Oberin
- Pögel, Werner (1904–1957), deutscher SS-Standartenführer

### Pogg
- Pogge von Strandmann, Hartmut (* 1938), deutscher Historiker
- Pogge, Carl († 1831), deutscher Landwirt
- Pogge, Carl Friedrich (1752–1840), deutscher Kaufmann und Münzsammler
- Pogge, Franz (1827–1902), deutscher Rittergutsbesitzer und Politiker (NLP), MdR
- Pogge, Friedrich (1791–1843), deutscher Landwirt
- Pogge, Günther (1879–1961), deutscher Dichter
- Pogge, Hermann (1831–1900), deutscher Rittergutsbesitzer und Politiker (NLP), MdR
- Pogge, Johann (1793–1854), deutscher Landwirt, Mitglied der Frankfurter Nationalversammlung
- Pogge, Justin (* 1986), kanadischer Eishockeytorwart
- Pogge, Paul (1838–1884), deutscher Afrikareisender
- Pogge, Thomas (* 1953), deutscher Philosoph und HochschullehrerThomas Pogge (* 1953)

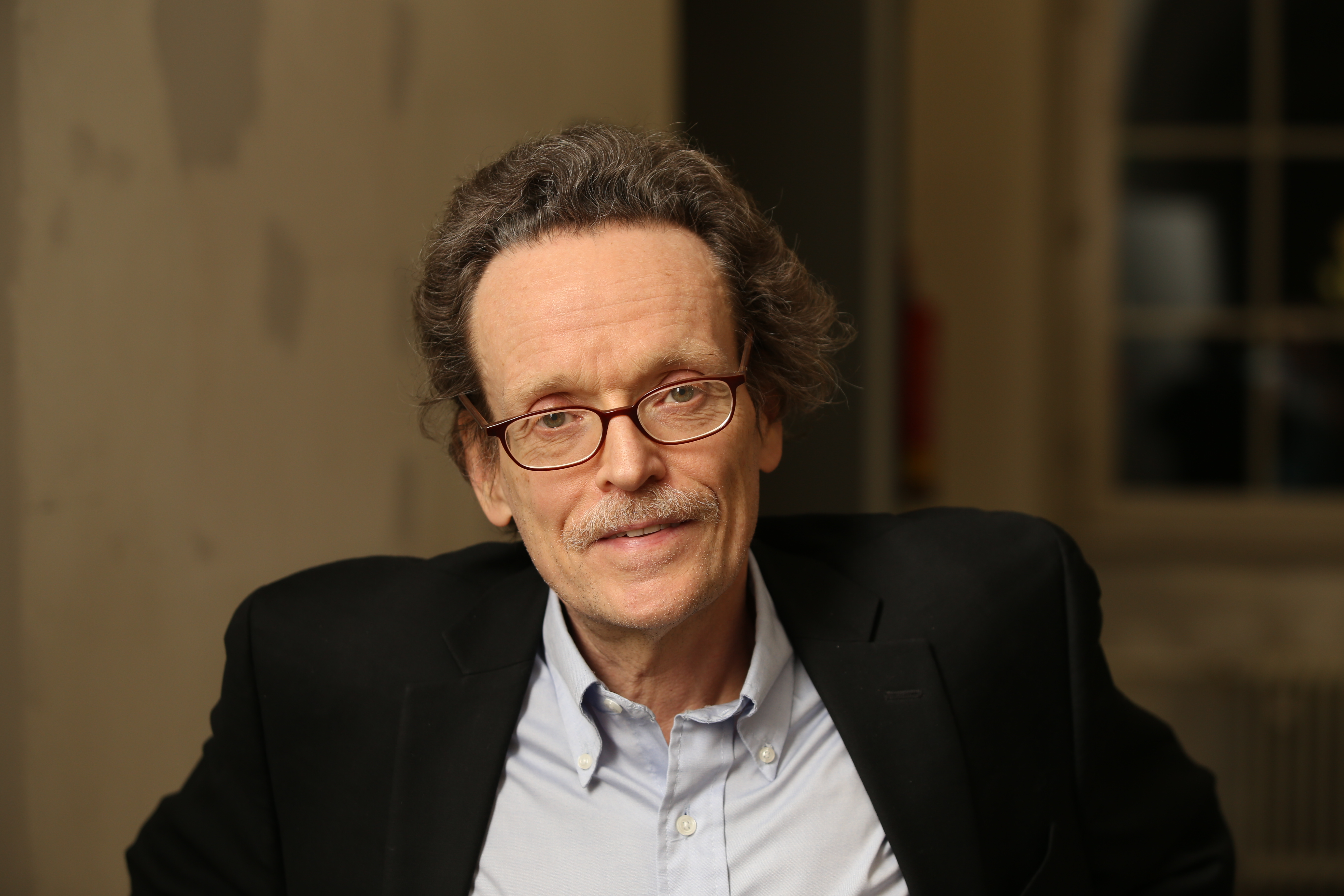
Thomas Pogge (* 1953)

- Poggel, Ferdinand (1886–1969), deutscher Gewerkschafter und Politiker (CDU), MdL
- Pöggel, Jacquéline, deutsche Schauspielerin
- Pöggeler, Christoph (* 1958), deutscher Bildhauer, Maler und Grafiker
- Pöggeler, Franz (1926–2009), deutscher Hochschullehrer der Pädagogik
- Pöggeler, Otto (1928–2014), deutscher Philosoph
- Pöggeler, Rudolf (* 1939), deutscher Fußballspieler
- Poggemann, Anne, deutsche Verwaltungsjuristin und politische Beamtin
- Poggemöller, Bernd (* 1966), deutscher Politiker (SPD), Bürgermeister von Löhne
- Poggenbeek, Geo (1853–1903), niederländischer Maler und Radierer
- Poggenberg, Dan-Patrick (* 1992), deutscher Fußballspieler
- Poggenborg, André (* 1983), deutscher Fußballtorhüter und Torwarttrainer
- Poggenburg, André (* 1975), deutscher Politiker (parteilos, ADPM, AfD), MdLAndré Poggenburg (* 1975)

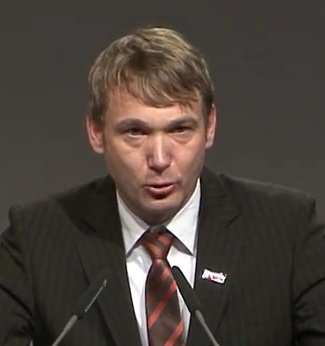
André Poggenburg (* 1975)

- Poggenburg, Johannes (1862–1933), deutscher Geistlicher, Bischof von Münster
- Poggenburg, Justus Ferdinand (* 1865), US-amerikanischer Billardspieler und Weltmeister
- Poggendorf, Armin (* 1943), deutscher Betriebswirt und Hochschullehrer
- Poggendorff, Johann Christian (1796–1877), deutscher Physiker
- Poggendorff, Paul (1832–1910), deutscher Agronom und Schriftsteller
- Poggensee, Karl (1909–1980), deutscher Raketentechniker
- Poggi, Amelio (1914–1974), italienischer Geistlicher, römisch-katholischer Erzbischof und Diplomat des Heiligen Stuhls
- Poggi, Enrico (1812–1890), italienischer Jurist und Politiker
- Poggi, Enrico (1908–1976), italienischer Segler
- Poggi, Gianni (1921–1989), italienischer Opernsänger (Tenor)
- Poggi, Giovanni (1880–1961), italienischer Kunsthistoriker und Museumsdirektor
- Poggi, Giuseppe (1811–1901), italienischer Architekt
- Poggi, Louis (* 1984), französischer Fußballspieler
- Poggi, Luigi (1906–1972), italienischer Segler
- Poggi, Luigi (1917–2010), italienischer Geistlicher, Kardinalprotodiakon der katholischen Kirche
- Poggi, Luis (1928–2017), peruanischer Radrennfahrer
- Poggi, Rado Carlo (* 1974), deutscher Ausstellungskurator und Kulturmanager
- Poggia, Mauro (* 1959), Schweizer Advokat und Politiker
- Poggiali, Manuel (* 1983), san-marinesischer Motorradrennfahrer
- Poggiali, Roberto (* 1941), italienischer Radrennfahrer
- Poggio Bracciolini (1380–1459), italienischer Humanist der RenaissancePoggio Bracciolini (1380–1459)

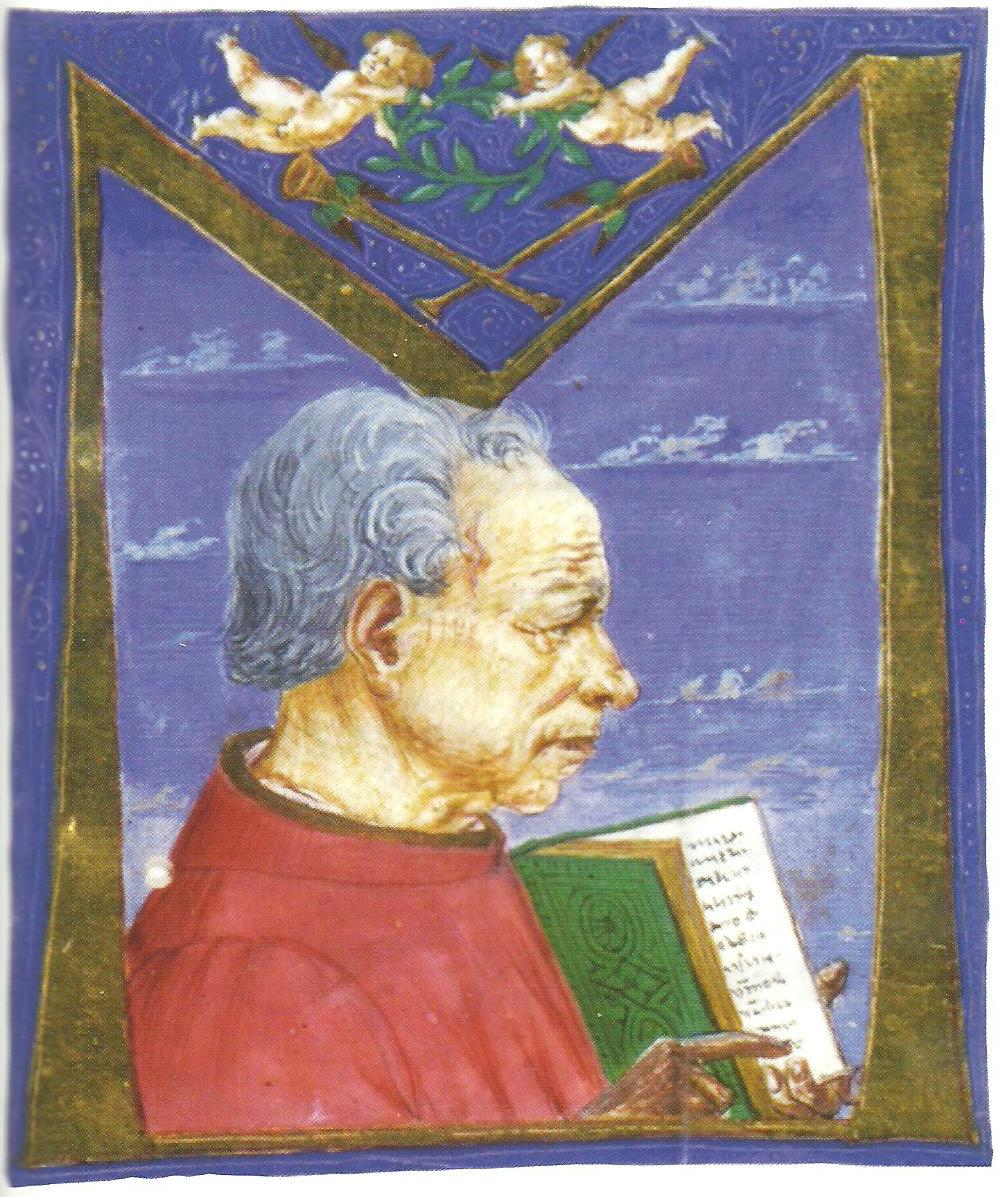
Poggio Bracciolini (1380–1459)

- Poggio, Martino (* 1978), italienisch-US-amerikanischer Physiker und Hochschullehrer
- Poggio, Tomaso (* 1947), US-amerikanischer Informatiker
- Poggioli, Armando (1888–1967), italienischer Hammer- und Diskuswerfer
- Poggioli, Ferdinando Maria (1897–1945), italienischer Filmregisseur und Filmeditor

### Pogh
- Poghosjan, Geworik (* 1984), armenischer Gewichtheber
- Poghosjan, Gurgen (* 1995), armenischer Badmintonspieler
- Poghosjan, Kristine (* 1982), armenische Politikerin und Abgeordnete
- Poghosjan, Lilit (* 1996), armenische Badmintonspielerin
- Poghosjan, Mihran (* 1976), armenischer Staatsmann, Generalmajor der Justiz
- Poghosjan, Mikajel Mowsessi (* 1965), armenischer Schauspieler, Kabarettist, Sänger und Fernsehpersönlichkeit
- Poghosjan, Schirajr (* 1942), armenischer Politiker
- Poghosjan, Schirak (* 1969), sowjetischer und armenischer Weitspringer

### Pogk
- Pogk, Otto von († 1577), anhaltischer Amtshauptmann

### Pogl
- Pögl, Peter († 1486), Hammerherr und Waffenschmied in der Steiermark
- Pögl, Sebald der Ältere, steirischer Waffenfabrikant
- Pögl, Sebald der Jüngere († 1540), steirischer Hammerherr und Waffenfabrikant
- Pogladič, Monika (* 1987), slowenische Skispringerin
- Poglajen, Cristian (* 1989), argentinischer Volleyballspieler
- Poglajen, Martin (* 1942), niederländischer Judoka
- Poglia, Carlo (1793–1877), Schweizer Rechtsanwalt, Politiker, Tessiner Grossrat und Staatsrat
- Pogliese, Salvatore Domenico (* 1972), italienischer Politiker
- Poglietti, Alessandro († 1683), Organist und Komponist des Barock
- Poglitsch, Christian (* 1969), österreichischer Politiker (ÖVP), Abgeordneter zum Kärntner Landtag
- Poglitsch, Reinhard (* 1968), österreichischer Politiker (FPÖ), Landtagsabgeordneter

### Pogn
- Pogneaux, Chiara (* 2002), französische Skirennläuferin
- Pogner, Wolfgang (1923–1944), österreichischer Laborant und Opfer der NS-Militärjustiz
- Pognon, Christophe (* 1977), beninischer Tennisspieler
- Pognon, Edmond (1911–2007), französischer Bibliothekar und Mediävist
- Pognon, Élisabeth (* 1937), beninische Juristin
- Pognon, Maria (1844–1925), französische Feministin
- Pognon, Ronald (* 1982), französischer Leichtathlet

### Pogo
- Pogo, Ellison (1947–2013), anglikanischer Bischof von Melanesien
- Pogoda, Ulrich (* 1954), sorbischer Komponist und Musikredakteur
- Pogodin, Nikolai Fjodorowitsch (1900–1962), sowjetischer Schriftsteller und Dramatiker
- Pogodin, Nikolai Nikolajewitsch (1930–2003), sowjetischer bzw. russischer Schauspieler
- Pogodin, Wiktor Alexandrowitsch (1948–2005), russischer Maler und Bildhauer
- Pogonat, Margareta (1933–2014), rumänische Schauspielerin
- Pogonina, Natalja Andrejewna (* 1985), russische Schachspielerin
- Pogonowski, Janusz (1922–1943), polnischer Widerstandskämpfer und Opfer des Holocaust
- Pogorelc, Emily (* 1996), US-amerikanische Opernsängerin in der Stimmlage Sopran
- Pogorelich, Ivo (* 1958), jugoslawischer bzw. kroatischer PianistIvo Pogorelich (* 1958)

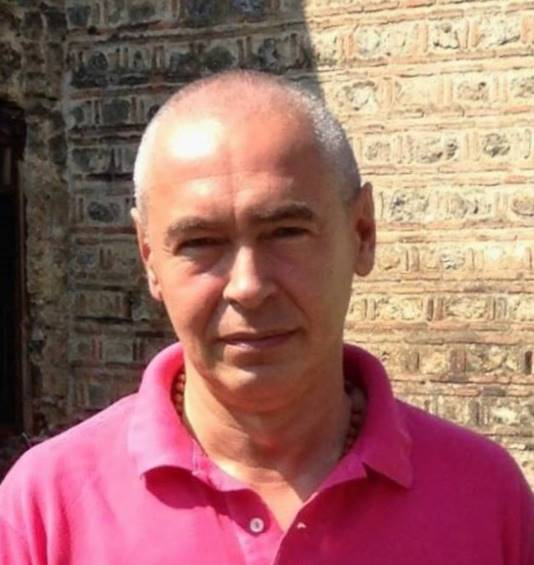
Ivo Pogorelich (* 1958)

- Pogorelow, Alexander Gennadjewitsch (* 1980), russischer Zehnkämpfer
- Pogorelow, Alexei Wassiljewitsch (1919–2002), sowjetischer Mathematiker
- Pogorelow, Konstantin Jewgenjewitsch (* 1984), russischer Bogenbiathlet
- Pogorelow, Sergei Walentinowitsch (1974–2019), russischer Handballspieler
- Pogorevc, Maja (* 1996), slowenische Sprinterin
- Pogorilaja, Anna Alexejewna (* 1998), russische Eiskunstläuferin
- Pogorzelec, Daria (* 1990), polnische Judoka
- Pogorzelska, Zula (1898–1936), polnische Sängerin, Tänzerin, Filmschauspielerin
- Pogorzelski, Janusz (* 1993), polnischer E-Sportler
- Pogorzelski, Pawel (* 1979), polnischer Kameramann
- Pogosjan, Michail Aslanowitsch (* 1956), russischer Luftfahrtingenieur
- Pogosjan, Stepan (1932–2012), sowjetischer Politiker armenischer Abstammung und Mitglied des Politbüros
- Pogosjanz, Ernest Lewonowitsch (1935–1990), russischer Schachkomponist
- Pogossowa, Rita Lewonowna (* 1948), russische Tischtennisspielerin und -trainerin
- Pogostkina, Alina (* 1983), deutsche GeigerinAlina Pogostkina (* 1983)

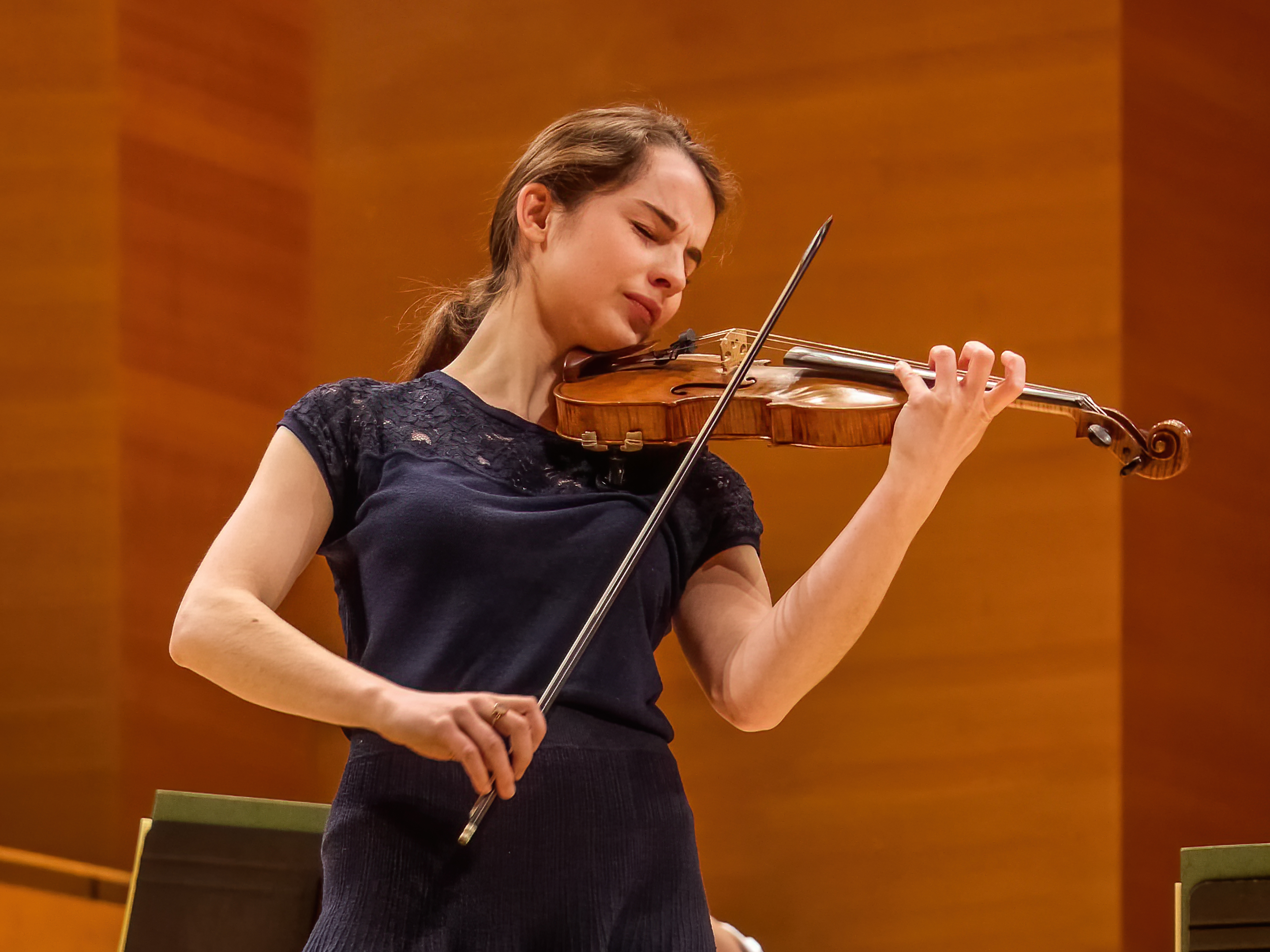
Alina Pogostkina (* 1983)

- Pogostnow, Jegor Alexejewitsch (* 2004), russischer Fußballspieler

### Pogr
- Pograjc, Andraž (* 1991), slowenischer Skispringer
- Pograjc, Manja (* 1994), slowenische Skispringerin
- Pogrebischskaja, Jelena Wladimirowna (* 1972), russische Regisseurin und Sängerin
- Pogrebizki, Jewgeni Ossipowitsch (1900–1976), sowjetischer Geologe und Hochschullehrer
- Pogrebnjak, Pawel Wiktorowitsch (* 1983), russischer Fußballspieler
- Pogrebnjak, Walerija Romanowna (* 1998), russische Tennisspielerin
- Pogrell, Günther von (1879–1944), deutscher General der Kavallerie
- Pogrell, Leopold von (1805–1865), deutscher Kaufmann und Politiker
- Pogrund, Benjamin (* 1933), südafrikanisch-israelischer Journalist und Schriftsteller
- Pogrzeba, Norbert (* 1939), polnischer Fußballspieler

### Pogs
- Pogson, Norman Robert (1829–1891), englischer Astronom

### Pogu
- Pogue, Forrest C. (1912–1996), US-amerikanischer Historiker
- Pogue, John, Drehbuchautor, Filmregisseur, Filmproduzent
- Pogue, Ken (1934–2015), kanadischer Schauspieler
- Pogue, William R. (1930–2014), US-amerikanischer Astronaut
- Poguntke, Detlev (* 1945), deutscher Mathematiker
- Poguntke, Martin (* 1962), deutscher Poolbillardspieler
- Poguntke, Thomas (* 1959), deutscher Politikwissenschaftler

### Pogw
- Pogwisch, Anna (1634–1722), deutsche Adlige und Mäzenin
- Pogwisch, Henriette Ulrike Ottilie von (1776–1851), Gründerin von Lesegesellschaften
- Pogwisch, Sievert von (1587–1626), deutscher Adliger, Diplomat und Klosterprobst zu Uetersen
- Pogwisch, Ulrike von (1798–1875), deutsche Priorin
- Pogwisch, Wulf († 1554), Königlicher und herzoglicher Rat